# پرسمان جستجوی وب
پرسمان به درخواست کاربر برای دریافت اطلاعات از موتور جستجو یا پایگاه داده، گفته می‌شود، که عموماً در قالبی خاص و از پیش تعریف شده بیان می‌شود. نام دیگر  جستار، «پرس‌وجو» و در زبان انگلیسی Query است.